# Mandoto
 Mandoto – gmina na Madagaskarze, w regionie Vakinankaratra, w dystrykcie Betafo. W 2001 roku zamieszkana była przez 36 773 osób. Siedzibę administracyjną stanowi miejscowość  Mandoto.